# 鲍勃·摩根
鲍勃·摩根（英語：Bob Morgan，1967年3月27日—），英国男子跳水运动员。他曾代表威尔士参加1986年、1990年和1994年英联邦运动会跳水比赛，获得一枚金牌、一枚银牌和一枚铜牌。他也曾参加1984年、1988年、1992年和1996年夏季奥运会。